# Maiorga
Maiorga est une freguesia portugaise située dans le District de Leiria.
Avec une superficie de 10,33 km2 et une population de 1 965 habitants (2001), la paroisse possède une densité de 190,2 hab/km2.